# Jonna Mendes
Jonna Mendes (ur. 31 marca 1979 w Santa Cruz) – amerykańska narciarka alpejska, brązowa medalistka mistrzostw świata i dwukrotna wicemistrzyni świata juniorek.

## Kariera
Po raz pierwszy na arenie międzynarodowej pojawiła się 18 sierpnia 1994 roku w Coronet Peak, gdzie w zawodach FIS Race zajęła szesnaste miejsce w gigancie. W 1996 roku wystąpiła na mistrzostwach świata juniorów w Schwyz, gdzie jej najlepszym wynikiem było dziewiąte miejsce w zjeździe. Jeszcze trzykrotnie startowała na imprezach tego cyklu, zdobywając srebrne medale w zjeździe podczas mistrzostw świata juniorów w Megève w 1998 roku i rozgrywanych rok później mistrzostw świata juniorów w Pra Loup.
W zawodach Pucharu Świata zadebiutowała 7 marca 1997 roku w Mammoth Mountain, zajmując 13. miejsce w supergigancie. Pierwsze pucharowe punkty wywalczyła 6 grudnia 1997 roku w Lake Louise, zajmując 26. miejsce w tej samej konkurencji. Nigdy nie stanęła na podium zawodów PŚ, najwyższą pozycję osiągając 18 stycznia 2003 roku w Cortina d’Ampezzo i 20 grudnia 2003 roku w Sankt Moritz, gdzie była piąta w zjeździe. Najlepsze wyniki osiągnęła w sezonie 2002/2003, kiedy to w klasyfikacji generalnej zajęła 25. miejsce, a w klasyfikacji supergiganta była trzynasta.
Podczas mistrzostw świata w Sankt Moritz wywalczyła brązowy medal w supergigancie. W zawodach tych wyprzedziły ją jedynie Austriaczka Michaela Dorfmeister i kolejna reprezentantka USA, Kirsten Clark. Na tych samych mistrzostwach była też szósta w zjeździe. W 1998 roku wystartowała na igrzyskach olimpijskich w Nagano, zajmując między innymi czternaste miejsce w kombinacji. Brała też udział w igrzyskach w Salt Lake City w 2002 roku, plasując się na jedenastej pozycji w zjeździe i szesnastej w supergigancie.

## Osiągnięcia

### Igrzyska olimpijskie
| Miejsce | Dzień     | Rok  | Miejscowość    | Konkurencja | Czas biegu | Strata | Zwyciężczyni       |
| ------- | --------- | ---- | -------------- | ----------- | ---------- | ------ | ------------------ |
| 32.     | 11 lutego | 1998 | Nagano         | Supergigant | 1:18,02    | +2,33  | Picabo Street      |
| 17.     | 16 lutego | 1998 | Nagano         | Zjazd       | 1:29,89    | +2,00  | Katja Seizinger    |
| 14.     | 17 lutego | 1998 | Nagano         | Kombinacja  | 2:40,74    | +7,85  | Katja Seizinger    |
| 11.     | 12 lutego | 2002 | Salt Lake City | Zjazd       | 1:39,56    | +1,41  | Carole Montillet   |
| 16.     | 17 lutego | 2002 | Salt Lake City | Supergigant | 1:13,59    | +1,66  | Daniela Ceccarelli |

### Mistrzostwa świata
| Miejsce | Dzień       | Rok  | Miejscowość  | Konkurencja | Czas biegu | Strata | Zwyciężczyni          |
| ------- | ----------- | ---- | ------------ | ----------- | ---------- | ------ | --------------------- |
| 26.     | 3 lutego    | 1999 | Vail         | Supergigant | 1:20,53    | +2,70  | Alexandra Meissnitzer |
| 25.     | 7 lutego    | 1999 | Vail         | Zjazd       | 1:48,20    | +2,86  | Renate Götschl        |
| 10.     | 8 lutego    | 1999 | Vail         | Kombinacja  | 3:08,52    | +6,98  | Pernilla Wiberg       |
| 18.     | 29 stycznia | 2001 | St. Anton    | Supergigant | 1:23,44    | +1,32  | Régine Cavagnoud      |
| 9.      | 2 lutego    | 2001 | St. Anton    | Kombinacja  | 2:55,65    | +7,30  | Martina Ertl          |
| 20.     | 6 lutego    | 2001 | St. Anton    | Zjazd       | 1:36,20    | +2,61  | Michaela Dorfmeister  |
| 3.      | 3 lutego    | 2003 | Sankt Moritz | Supergigant | 1:27,48    | +0,15  | Michaela Dorfmeister  |
| 6.      | 9 lutego    | 2003 | Sankt Moritz | Zjazd       | 1:34,30    | +0,52  | Mélanie Turgeon       |
| 12.     | 6 lutego    | 2005 | Bormio       | Zjazd       | 1:39,90    | +1,89  | Janica Kostelić       |

### Mistrzostwa świata juniorów
| Miejsce | Dzień     | Rok  | Miejscowość | Konkurencja | Czas biegu | Strata | Zwyciężczyni        |
| ------- | --------- | ---- | ----------- | ----------- | ---------- | ------ | ------------------- |
| 9.      | 27 lutego | 1996 | Schwyz      | Zjazd       | 1:34,10    | +1,65  | Selina Heregger     |
| 25.     | 28 lutego | 1996 | Schwyz      | Supergigant | 1:31,50    | +4,29  | Sylviane Berthod    |
| 24.     | 29 lutego | 1996 | Schwyz      | Gigant      | 2:07,15    | +8,37  | Karen Putzer        |
| DNF     | 26 lutego | 1997 | Schladming  | Zjazd       | 1:37,45    | -      | Monika Bergmann     |
| 4.      | 27 lutego | 1997 | Schladming  | Supergigant | 1:19,96    | +1,74  | Karen Putzer        |
| DNF2    | 28 lutego | 1997 | Schladming  | Slalom      | 1:38,88    | -      | Tanja Poutiainen    |
| 7.      | 1 marca   | 1997 | Schladming  | Gigant      | 1:56,82    | +3,69  | Karen Putzer        |
| 2.      | 26 lutego | 1998 | Megève      | Zjazd       | 1:24,41    | +0,26  | Martina Lechner     |
| 13.     | 27 lutego | 1998 | Megève      | Supergigant | 1:06,08    | +1,31  | Martina Lechner     |
| 43.     | 28 lutego | 1998 | Megève      | Slalom      | 1:26,48    | +10,07 | Stefanie Wolf       |
| 8.      | 1 marca   | 1998 | Megève      | Gigant      | 1:54,35    | +2,24  | Anja Pärson         |
| 35.     | 9 marca   | 1999 | Pra Loup    | Slalom      | 1:46,62    | +9,79  | Anja Pärson         |
| 12.     | 10 marca  | 1999 | Pra Loup    | Gigant      | 1:53,82    | +3,88  | Denise Karbon       |
| 2.      | 13 marca  | 1999 | Pra Loup    | Zjazd       | 1:11,09    | +0,24  | Kerstin Reisenhofer |
| 4.      | 14 marca  | 1999 | Pra Loup    | Supergigant | 1:14,06    | +0,74  | Karin Blaser        |

### Puchar Świata

#### Miejsca w klasyfikacji generalnej
- sezon 1997/1998: 105.
- sezon 1998/1999: 77.
- sezon 1999/2000: 65.
- sezon 2000/2001: 37.
- sezon 2001/2002: 67.
- sezon 2002/2003: 25.
- sezon 2003/2004: 64.
- sezon 2004/2005: 64.
- sezon 2005/2006: 100.

#### Miejsca na podium w zawodach
Menes nigdy nie stanęła na podium zawodów PŚ.